# كريس ايلد
كريس ايلد (بالإنجليزية: Chris Wylde) هو ممثل أمريكي، ولد في 22 أغسطس 1976 في الولايات المتحدة.

## أعمال

### أفلام
- (2015) الصديقة السمينة القبيحة[5]

## وصلات خارجية
- كريس ايلد على موقع IMDb (الإنجليزية)
- كريس ايلد على موقع قاعدة بيانات الفيلم (الإنجليزية)